# Józef Mrózek junior

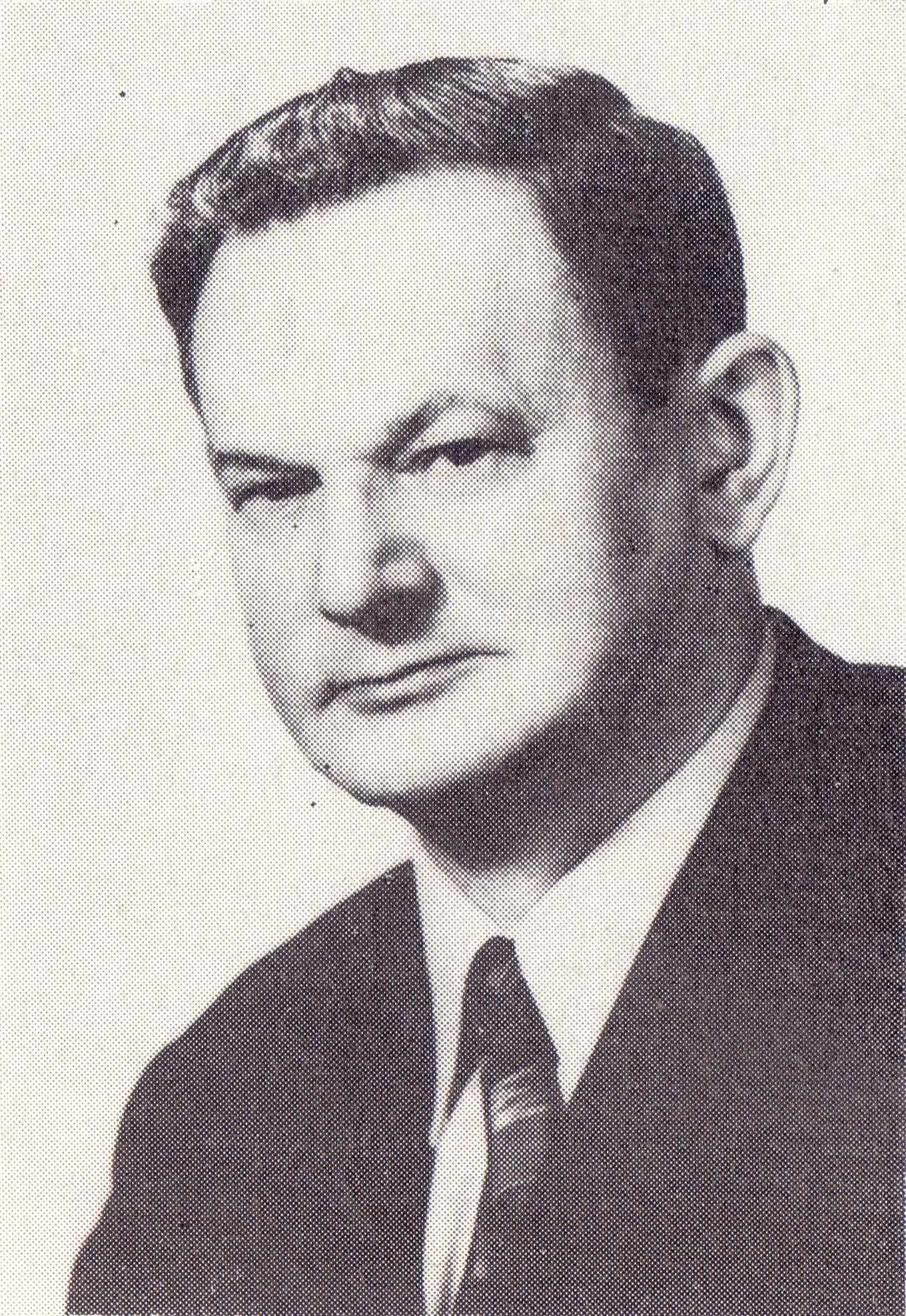
Józef Mrózek junior

Józef Mrózek junior (ur. 1912, zm. 1989) – polski prawnik i kaznodzieja braci plymuckich, autor i redaktor literatury religijnej, administrator kościelny i organizator kształcenia teologicznego. Syn Józefa Mrózka seniora (1882-1972).

## Życiorys
Ukończył gimnazjum klasyczne w Chorzowie. W 1934 r. ukończył studia na Uniwersytecie im. Adama Mickiewicza w Poznaniu, na Wydziale Prawno-Ekonomicznym. Pracował w urzędach skarbowych na kierowniczych stanowiskach.
Przed 1939 r. był członkiem Zrzeszenia Zwolenników Nauki Pierwotnych Chrześcijan i redagował czasopismo tego kręgu religijnego „Łaska i Pokój”. Po wojnie działał w Związku Wolnych Chrześcijan a następnie w Zjednoczonym Kościele Ewangelicznym. W 1950 r. w związku z dokonywanymi przez Urząd Bezpieczeństwa aresztowaniami duchownych i działaczy świeckich ZKE został uwięziony na 2 lata. Według oceny Tomaszewskiego podczas przesłuchań wykazał się pozytywną postawą, a oficerowie śledczy nie nadążali za jego sposobem myślenia.
Po uwolnieniu pełnił w tym Kościele szereg funkcji: kierownika Szkoły Biblijnej, sekretarza Naczelnej Rady, wiceprezesa ZKE i redaktora naczelnego miesięcznika kościelnego „Chrześcijanin” (1964-1981). Był czołową postacią zarejestrowanego w 1981 r. Kościoła Wolnych Chrześcijan. Zmarł w Chorzowie.
Niektóre jego publikacje zostały zebrane w poświęconej mu książce z 2019 pt. Józef Mrózek junior. Nauczyciel Słowa Bożego.